# Klub Miłośników Sztuki Fotograficznej we Lwowie
Klub Miłośników Sztuki Fotograficznej we Lwowie – polskie stowarzyszenie fotograficzne istniejące w latach 1891–1903.

## Historia
Inicjatywę utworzenie Klubu Miłośników Sztuki Fotograficznej we Lwowie podjęto podczas spotkań przyszłych członków klubu – w pracowni rzeźbiarza Tadeusza Borącza. Członkami założycielami byli (między innymi) Tadeusz Borącz, Karol Stromenger, Teodor Szajnok. Stowarzyszenie rozpoczęło działalność 27 marca 1891. Działalność klubu polegała między innymi na organizacji konkursów fotograficznych dla członków stowarzyszenia. Pokłosiem działalności konkursowej była dyskusja oraz ocena prezentowanych fotografii, podczas cyklicznych spotkań członków i sympatyków klubu. Inną, prężną forma działalności stowarzyszenia była działalność wystawiennicza. W 1894 roku klub był współorganizatorem Powszechnej Wystawy Krajowej, mającej na celu prezentację dorobku twórczego wszystkich Polaków (również amatorów), niezależnie od miejsca zamieszkania. 
Klub Miłośników Sztuki Fotograficznej we Lwowie dysponował własną agendą, organem prasowym – Przeglądem Fotograficznym, wydawanym od 1985 roku oraz Kroniką Fotograficzną wydawaną we Lwowie w latach 1898–1899. W 1903 klub zakończył działalność, w jego miejsce utworzono Lwowskie Towarzystwo Fotograficzne.

## Zarząd
- Karol Stromenger – prezes Zarządu
- Teodor Szajnok – wiceprezes Zarządu
- Henryk Drdacki – członek Zarządu

Źródło